# Мал град
Мал град или Мали град (на албански: Maligrad) е остров в албанската част на езерото Преспа. Островът се състои от високо плато с многобройни пещери, подходящи за диви животни. Мал град е по-малкият от двата острова в Преспанското езеро – другият, Голем град, който е на северномакедонска територия, е значително по-голям.
На острова се намира пещерната църква „Света Богородица“, която е от XIV век.